# Karl Eberhard Bolley
Karl Eberhard Bolley (* 17. Februar 1765 in Neuenbürg; † 18. Dezember 1821 ebenda) war ein württembergischer Verwaltungsbeamter.

## Leben
Bolley wurde als Sohn des Stadt- und Amtsschreibers Georg Friedrich Bolley (1728–1802) in Neuenbürg geboren. Er selbst amtierte 1794/95 bis 1813 als Stadt- und Amtsschreiber im Oberamt Neuenbürg. 1813 wurde er Amtsschreiber ebenda, von 1819 bis 1821 war er Oberamtmann des Oberamts Neuenbürg.
Bolley gehörte zu den Mitgründern der Neuenbürger Sensenfabrik.